# Roque Santa Cruz
Roque Luis Santa Cruz Cantero (n. 16 august 1981, Luque, Central Department⁠(d), Paraguay) este un fotbalist paraguayan, care în prezent evoluează pe postul de atacant la clubul spaniol Málaga CF, fiind împrumutat de la clubul mexican Cruz Azul. De asemenea, el evoluează și la echipa națională de fotbal a Paraguayului, al cărei căpitan este și pentru care, din 1999 până în prezent, a jucat 106 meciuri, marcând 32 de goluri.

## Statistici carieră

### Club
La 31 martie 2014.
|                         |                         |                         | Campionat | Campionat | Cupă              | Cupă              | Cupa Ligii    | Cupa Ligii    | Continental    | Continental    | Total   | Total  | Ref.                          |
| Club                    | Campionat               | Sezon                   | Meciuri   | Goluri    | Meciuri           | Goluri            | Meciuri       | Goluri        | Meciuri        | Goluri         | Meciuri | Goluri | Ref.                          |
| Paraguay                | Paraguay                | Paraguay                | Campionat | Campionat | Cupa Paraguayului | Cupa Paraguayului | —             | —             | America de Sud | America de Sud | Total   | Total  | Ref.                          |
| ----------------------- | ----------------------- | ----------------------- | --------- | --------- | ----------------- | ----------------- | ------------- | ------------- | -------------- | -------------- | ------- | ------ | ----------------------------- |
| Olimpia Asunción        | Primera División        | 1997                    | 1         | 0         |                   |                   | —             | —             |                |                | 1       | 0      |                               |
| Olimpia Asunción        | Primera División        | 1998                    | 9         | 3         |                   |                   | —             | —             | 6              | 4              | 15      | 7      | [ 3 ]                         |
| Olimpia Asunción        | Primera División        | 1999                    | 14        | 10        |                   |                   | —             | —             | 5              | 2              | 19      | 12     | [ 4 ] [ 5 ] [ 6 ] [ 7 ] [ 8 ] |
| Total Club Olimpia      | Total Club Olimpia      | Total Club Olimpia      | 24        | 13        |                   |                   | —             | —             | 11             | 6              | 35      | 19     | —                             |
| Germania                | Germania                | Germania                | Campionat | Campionat | DFB-Pokal         | DFB-Pokal         | DFB-Ligapokal | DFB-Ligapokal | Europa         | Europa         | Total   | Total  | Ref.                          |
| Bayern München          | Bundesliga              | 1999–2000               | 28        | 5         | 5                 | 3                 | 0             | 0             | 15             | 1              | 48      | 9      | [ 9 ]                         |
| Bayern München          | Bundesliga              | 2000–01                 | 19        | 5         | 1                 | 0                 | 2             | 1             | 6              | 0              | 28      | 6      | [ 10 ]                        |
| Bayern München          | Bundesliga              | 2001–02                 | 22        | 5         | 3                 | 1                 | 1             | 0             | 11             | 3              | 37      | 9      | [ 11 ]                        |
| Bayern München          | Bundesliga              | 2002–03                 | 14        | 5         | 3                 | 2                 | 0             | 0             | 2              | 1              | 19      | 8      | [ 12 ]                        |
| Bayern München          | Bundesliga              | 2003–04                 | 29        | 5         | 4                 | 4                 | 0             | 0             | 8              | 0              | 41      | 9      | [ 13 ]                        |
| Bayern München          | Bundesliga              | 2004–05                 | 4         | 0         | 1                 | 4                 | 2             | 1             | 0              | 0              | 6       | 5      | [ 14 ]                        |
| Bayern München II       | Regionalliga Süd        | 2004–05                 | 5         | 2         | 0                 | 0                 | —             | —             | —              | —              | 5       | 2      | [ 14 ]                        |
| Bayern München II       | Regionalliga Süd        | 2005–06                 | 1         | 0         | —                 | —                 | —             | —             | —              | —              | 1       | 0      | [ 15 ]                        |
| Bayern München          | Bundesliga              | 2005–06                 | 13        | 4         | 3                 | 0                 | 1             | 0             | 2              | 0              | 19      | 4      | [ 15 ]                        |
| Bayern München          | Bundesliga              | 2006–07                 | 26        | 2         | 3                 | 0                 | 2             | 1             | 7              | 1              | 38      | 4      | [ 16 ]                        |
| Total Bayern München    | Total Bayern München    | Total Bayern München    | 155       | 31        | 23                | 14                | 8             | 3             | 51             | 6              | 237     | 54     | —                             |
| Total Bayern München II | Total Bayern München II | Total Bayern München II | 6         | 2         | 0                 | 0                 | —             | —             | —              | —              | 6       | 2      | —                             |
| Anglia                  | Anglia                  | Anglia                  | Campionat | Campionat | FA Cup            | FA Cup            | League Cup    | League Cup    | Europa         | Europa         | Total   | Total  | Ref.                          |
| Blackburn Rovers        | Premier League          | 2007–08                 | 37        | 19        | 0                 | 0                 | 0             | 0             | 3              | 1              | 40      | 20     | [ 17 ] [ 18 ]                 |
| Blackburn Rovers        | Premier League          | 2008–09                 | 20        | 4         | 4                 | 1                 | 3             | 1             | —              | —              | 27      | 6      | [ 17 ]                        |
| Total Blackburn Rovers  | Total Blackburn Rovers  | Total Blackburn Rovers  | 57        | 23        | 4                 | 1                 | 3             | 1             | 3              | 1              | 67      | 26     | —                             |
| Manchester City         | Premier League          | 2009–10                 | 19        | 3         | 2                 | 0                 | 1             | 1             | —              | —              | 22      | 4      | [ 17 ]                        |
| Manchester City         | Premier League          | 2010–11                 | 1         | 0         | 0                 | 0                 | 1             | 0             | —              | —              | 2       | 0      | [ 17 ]                        |
| Total Manchester City   | Total Manchester City   | Total Manchester City   | 20        | 3         | 2                 | 0                 | 2             | 1             | —              | —              | 24      | 4      | —                             |
| Blackburn Rovers        | Premier League          | 2010–11                 | 9         | 0         | 1                 | 0                 | 0             | 0             | —              | —              | 10      | 0      | [ 17 ]                        |
| Total Blackburn Rovers  | Total Blackburn Rovers  | Total Blackburn Rovers  | 9         | 0         | 1                 | 0                 | 0             | 0             | —              | —              | 10      | 0      | —                             |
| Spania                  | Spania                  | Spania                  | Campionat | Campionat | Copa del Rey      | Copa del Rey      | —             | —             | Europa         | Europa         | Total   | Total  | Ref.                          |
| Real Betis              | La Liga                 | 2011–12                 | 33        | 7         | 2                 | 0                 | —             | —             | —              | —              | 35      | 7      | [ 17 ]                        |
| Total Real Betis        | Total Real Betis        | Total Real Betis        | 33        | 7         | 2                 | 0                 | —             | —             | —              | —              | 35      | 7      | —                             |
| Málaga                  | La Liga                 | 2012–13                 | 30        | 8         | 4                 | 3                 | —             | —             | 10             | 1              | 44      | 12     | [ 17 ]                        |
| Málaga                  | La Liga                 | 2013–14                 | 25        | 5         | 1                 | 0                 | —             | —             | —              | —              | 26      | 5      | [ 17 ]                        |
| Total Malaga            | Total Malaga            | Total Malaga            | 55        | 13        | 5                 | 3                 | —             | —             | 10             | 1              | 70      | 17     | —                             |
| Total carieră           | Total carieră           | Total carieră           | 359       | 92        | 37                | 18                | 13            | 5             | 64             | 8              | 473     | 123    | —                             |

### Internațional
| Paraguay | Paraguay | Paraguay |
| An       | Meciuri  | Goluri   |
| -------- | -------- | -------- |
| 1999     | 8        | 4        |
| 2000     | 9        | 2        |
| 2001     | 4        | 1        |
| 2002     | 7        | 2        |
| 2003     | 5        | 1        |
| 2004     | 4        | 0        |
| 2005     | 5        | 3        |
| 2006     | 3        | 0        |
| 2007     | 12       | 5        |
| 2008     | 7        | 2        |
| 2009     | 2        | 0        |
| 2010     | 13       | 3        |
| 2011     | 10       | 2        |
| 2012     | 2        | 0        |
| 2013     | 6        | 3        |
| 2014     | 7        | 2        |
| 2015     | 2        | 2        |
| Total    | 106      | 32       |

### Goluri internaționale
| #   | Data               | Stadion                                                   | Adversar       | Scor | Rezultat | Competiția                                             |
| --- | ------------------ | --------------------------------------------------------- | -------------- | ---- | -------- | ------------------------------------------------------ |
| 1.  | 17 iunie 1999      | Estadio Antonio Oddone Sarubbi, Ciudad del Este, Paraguay | Uruguay        | 1–3  | 2–3      | Meci amical                                            |
| 2.  | 2 iulie 1999       | Estadio Defensores del Chaco, Asunción, Paraguay          | Japonia        | 2–0  | 4–0      | Copa América 1999                                      |
| 3.  | 2 iulie 1999       | Estadio Defensores del Chaco, Asunción, Paraguay          | Japonia        | 4–0  | 4–0      | Copa América 1999                                      |
| 4.  | 5 iulie 1999       | Monumental Río Parapití, Pedro Juan Caballero, Paraguay   | Peru           | 1–0  | 1–0      | Copa América 1999                                      |
| 5.  | 7 octombrie 2000   | Estadio El Campín, Bogotá, Columbia                       | Columbia       | 1–0  | 2–0      | Calificările pentru Campionatul Mondial de Fotbal 2002 |
| 6.  | 15 noiembrie 2000  | Estadio Defensores del Chaco, Asunción, Paraguay          | Peru           | 1–0  | 5–1      | Calificările pentru Campionatul Mondial de Fotbal 2002 |
| 7.  | 5 septembrie 2001  | Estadio Defensores del Chaco, Asunción, Paraguay          | Bolivia        | 4–1  | 5–1      | Calificările pentru Campionatul Mondial de Fotbal 2002 |
| 8.  | 17 mai 2002        | Råsunda, Stockholm, Suedia                                | Suedia         | 1–0  | 2–1      | Meci amical                                            |
| 9.  | 2 iunie 2002       | Busan Asiad Main Stadium, Busan, Coreea de Sud            | Africa de Sud  | 1–0  | 2–2      | Campionatul Mondial de Fotbal 2002                     |
| 10. | 15 noiembrie 2003  | Estadio Defensores del Chaco, Asunción, Paraguay          | Ecuador        | 1–0  | 2–1      | Calificările pentru Campionatul Mondial de Fotbal 2006 |
| 11. | 5 iunie 2005       | Estádio Beira-Rio, Porto Alegre, Brazilia                 | Brazilia       | 1–3  | 1–4      | Calificările pentru Campionatul Mondial de Fotbal 2006 |
| 12. | 8 iunie 2005       | Estadio Defensores del Chaco, Asunción, Paraguay          | Bolivia        | 2–1  | 4–1      | Calificările pentru Campionatul Mondial de Fotbal 2006 |
| 13. | 3 septembrie 2005  | Estadio Defensores del Chaco, Asunción, Paraguay          | Argentina      | 1–0  | 1–0      | Calificările pentru Campionatul Mondial de Fotbal 2006 |
| 14. | 25 martie 2007     | Estadio Universitario, Monterrey, Mexic                   | Mexic          | 1–2  | 1–2      | Meci amical                                            |
| 15. | 28 iunie 2007      | Estadio José Pachencho Romero, Maracaibo, Venezuela       | Columbia       | 1–0  | 5–0      | Copa América 2007                                      |
| 16. | 28 iunie 2007      | Estadio José Pachencho Romero, Maracaibo, Venezuela       | Columbia       | 2–0  | 5–0      | Copa América 2007                                      |
| 17. | 28 iunie 2007      | Estadio José Pachencho Romero, Maracaibo, Venezuela       | Columbia       | 3–0  | 5–0      | Copa América 2007                                      |
| 18. | 17 noiembrie 2007  | Estadio Defensores del Chaco, Asunción, Paraguay          | Ecuador        | 3–0  | 5–1      | Calificările pentru Campionatul Mondial de Fotbal 2010 |
| 19. | 15 iunie 2008      | Estadio Defensores del Chaco, Asunción, Paraguay          | Brazilia       | 1–0  | 2–0      | Calificările pentru Campionatul Mondial de Fotbal 2010 |
| 20. | 18 iunie 2008      | Estadio Hernando Siles, La Paz, Bolivia                   | Bolivia        | 1–2  | 2–4      | Calificările pentru Campionatul Mondial de Fotbal 2010 |
| 21. | 15 mai 2010        | Centre sportif de Colovray Nyon, Nyon, Elveția            | Coreea de Nord | 1–0  | 1–0      | Meci amical                                            |
| 22. | 17 noiembrie 2010  | Hong Kong Stadium, Victoria, Hong Kong                    | Hong Kong      | 1–0  | 7–0      | Meci amical                                            |
| 23. | 17 noiembrie 2010  | Hong Kong Stadium, Victoria, Hong Kong                    | Hong Kong      | 3–0  | 7–0      | Meci amical                                            |
| 24. | 11 iunie 2011      | Estadio Defensores del Chaco, Asunción, Paraguay          | România        | 2–0  | 2–0      | Meci amical                                            |
| 25. | 9 iulie 2011       | Estadio Mario Alberto Kempes, Córdoba, Argentina          | Brazilia       | 1–1  | 2–2      | Copa América 2011                                      |
| 26. | 7 iunie 2013       | Estadio Defensores del Chaco, Asunción, Paraguay          | Chile          | 1–2  | 1–2      | Calificările pentru Campionatul Mondial de Fotbal 2014 |
| 27. | 6 septembrie 2013  | Estadio Defensores del Chaco, Asunción, Paraguay          | Bolivia        | 2–0  | 4–0      | Calificările pentru Campionatul Mondial de Fotbal 2014 |
| 28. | 10 septembrie 2013 | Estadio Defensores del Chaco, Asunción, Paraguay          | Argentina      | 2–4  | 2–5      | Calificările pentru Campionatul Mondial de Fotbal 2014 |
| 29. | 29 mai 2014        | Kufstein Arena, Kufstein, Austria                         | Camerun        | 2–0  | 2–1      | Meci amical                                            |
| 30. | 18 noiembrie 2014  | Estadio Nacional, Lima, Peru                              | Peru           | 1–0  | 1–2      | Meci amical                                            |
| 31. | 6 iunie 2015       | Estadio Manuel Ferreira, Asunción, Paraguay               | Honduras       | 1–1  | 2–2      | Meci amical                                            |
| 32. | 6 iunie 2015       | Estadio Manuel Ferreira, Asunción, Paraguay               | Honduras       | 2–2  | 2–2      | Meci amical                                            |

## Palmares

### Club
Olimpia Asunción
- Primera División de Paraguay: 1997, 1998, 1999

Bayern München
- Bundesliga: 1999–2000, 2000–01, 2002–03, 2004–05, 2005–06
- DFB-Pokal: 1999–2000, 2002–03, 2004–05, 2005–06
- DFB-Ligapokal: 2000, 2004
- UEFA Champions League: 2000–01
- Cupa Intercontinentală: 2001

### Internațional
Paraguay
- Copa América

Finalist: 2011

### Individual
- Jucătorul sezonului la Blackburn Rovers F.C.: 2007–08
- Fotbalistul paraguayan al anului: 1999